# Herfstvaren
De herfstvaren (Dryopteris erythrosora) is een varen uit de niervarenfamilie (Dryopteridaceae). Het is een soort van gematigde streken streken in Oost-Azië, die omwille van zijn decoratieve bladen wel gebruikt wordt als tuinplant.

## Naamgeving
- Synoniem: Aspidium erythrosorum D. C. Eaton, Dryopteris cystolepidota (Miq.) C. Chr., Lastrea erythrosora Moore, Nephrodium erythrosorum Hook.

- Duits: Rotschleierfarn
- Engels: Autumn Fern, Japanese Wood Fern, Japanese Shield Fern, Pink Shield Fern
- Nederlands: Herfstvaren, rode sluiervaren

## Kenmerken

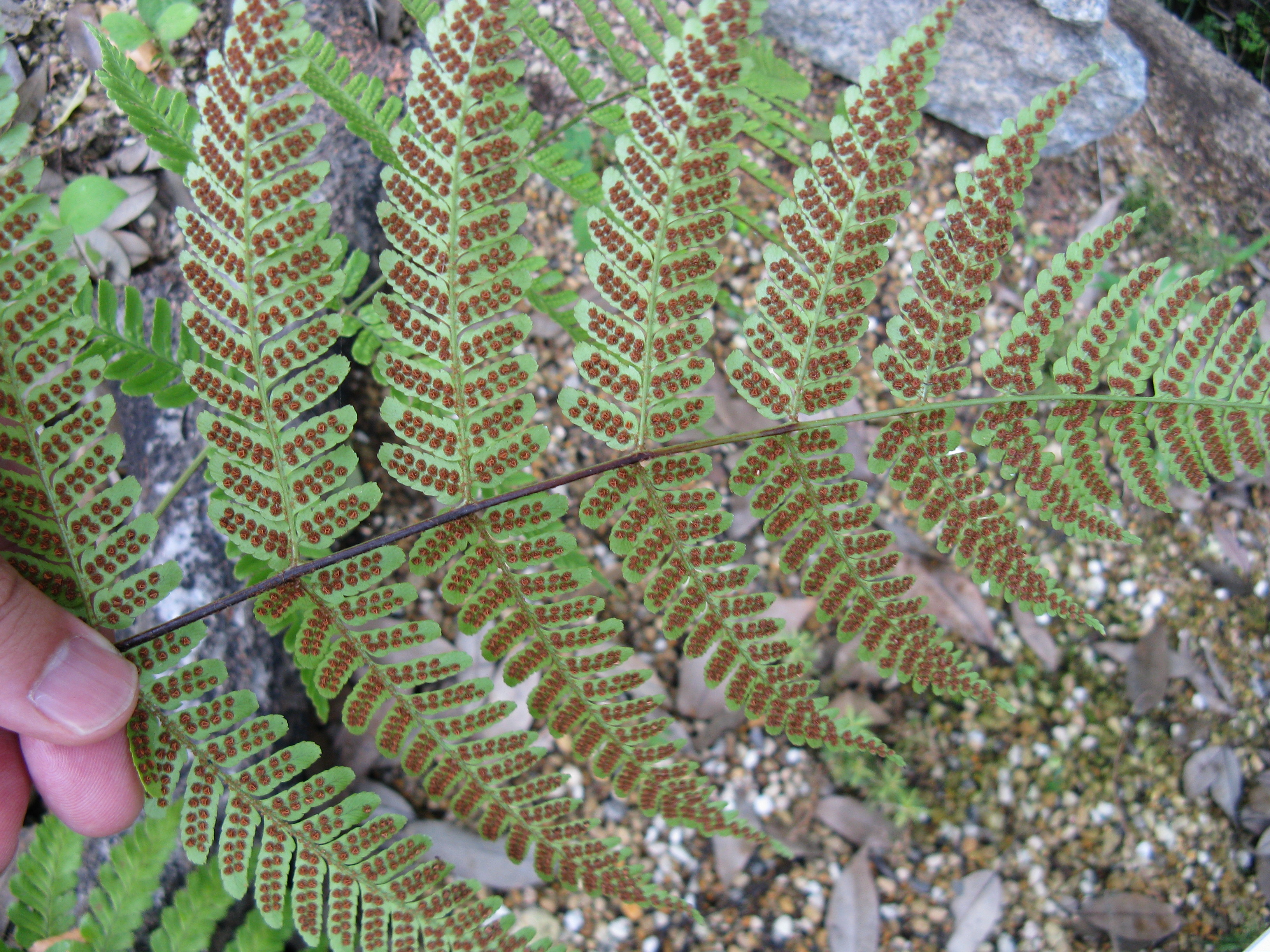
Detail sporenhoopjes

De herfstvaren is een overblijvende, winterharde terrestrische varen met een korte, kruipende tot rechtopstaande wortelstok en in losse trechtervormige bundels geplaatste, tot 60 cm lange bladen. De bladstelen zijn ongeveer een derde zo lang als het blad, gegroefd, geel tot rood gekleurd, met lijnvormige tot lancetvormige bruine schubben, en bevatten twee grote en verscheidene kleine vaatbundels in een in doorsnede c-vormige tekening.
De bladen zijn aan de bovenzijde leerachtig glimmend, tweemaal gedeeld, driehoekig van vorm en met spitse top. Jonge bladen zijn koperrood en verkleuren later naar donkergroen. Er is geen verschil tussen steriele en fertiele bladen. Er zijn tot 15 paar bladslipjes, die naar de top toe smaller worden. De deelblaadjes van tweede orde zijn aan de bovenzijde gegroefd, de grootste gesteeld en geoord, de bladranden gezaagd.
De sporendoosjes zijn niervormig en liggen in twee rijen tussen de middennerf en de bladrand aan de onderzijde van het blad. Jonge sporenhoopjes worden afgedekt door rode niervormige dekvliesjes. De sporen zijn rijp tussen de zomer en de herfst.

## Habitaten verspreiding
De herfstvaren leeft voornamelijk als terrestrische varen op de bodem van bossen in laagland en middelgebergtes. Hij komt voor in gematigde streken van Oost-Azië (Japan, China, Korea en de Filipijnen).

## Herfstvaren in cultuur
Herfstvarens worden in gematigde streken vaak in de tuin gebruikt omwille van decoratieve bladen, die van koperrood tot donkergroen verkleuren. Hij is bestand tegen onze wintertemperaturen.